# Centrální Západní Karpaty
Centrální Západní Karpaty, někdy označované jako slovakidy jsou geologická oblast Západních Karpat, která v koncepcích různých autorů zahrnuje pásmo jádrových pohoří, veporské a gemerské pásmo někteří k němu zařazují i bradlové pásmo. Paleogeograficky odpovídají oblasti, která byla od mezozoika vymezena ze severu Váhickým a z jihu Meliatským oceánem. V mnohých zjednodušených geologických a geomorfologických členěních se jednotky zařazované do Centrálních Západních Karpat přiřazují k Vnitřním Západním Karpatům.

## Vývoj
Nejstarší vývoj Centrálních Západních Karpat je možno sledovat v krystalinických horninách tatrika, veporika a gemeriku. Tyto oblasti poskytují důkazy o starší hercynské případně i kaledonské orogeneze. Poloha těchto celků však byla v období vrchního paleozoika odlišná od té dnešní. Původně se nacházely více na západ (přibližně v oblasti dnešního Švýcarska) a na východ podélně přecházely do oblasti oravika, které tvořilo šelf Českého masivu. Do dnešní polohy se dostaly v průběhu terciéru po uzavření Valaiského oceánu a následném zvrásnění bradlového a flyšového pásma v závěru alpinské orogeneze. Během těchto procesů došlo k rotaci bloku Alcapy na některých místech až o 90° proti směru hodinových ručiček. Extenze spojená se subdukcí Valaiského oceánu způsobila vznik neogenních kotlin a karpatských vulkanitů.